# استیون لوبو
 استفن لوبو (انگلیسی: Stephen Lobo؛ زادهٔ ۲۲ نوامبر ۱۹۷۳) یک هنرپیشه اهل کانادا است.
از فیلم‌ها یا برنامه‌های تلویزیونی که وی در آن نقش داشته است می‌توان به جین تسکین یافته اشاره کرد.